# Autonomní republika Abcházie

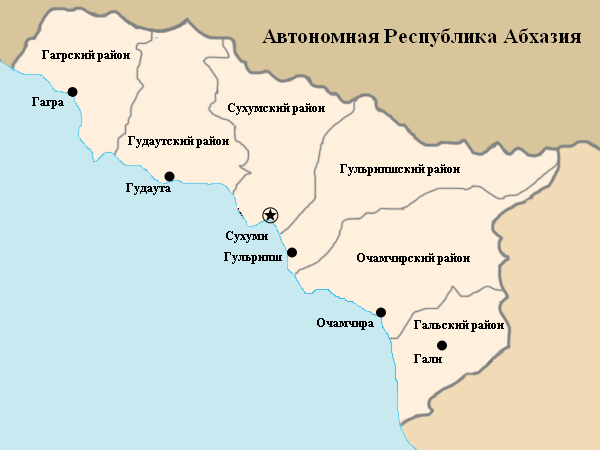
Správní dělení Autonomní republiky Abcházie

Autonomní republika Abcházie (gruzínsky აფხაზეთის ავტონომიური რესპუბლიკა) je de iure autonomní útvar na území Abcházie v rámci Gruzie.
Ve skutečnosti je abchazské území ruským protektorátem zcela závislým na ruské vojenské, hospodářské a finanční pomoci. Jeho nezávislost byla Ruskem oficiálně uznána po krátké rusko-gruzínské válce v roce 2008. Kvůli přítomnosti ruských vojenských jednotek bývá Abcházie často označována za Ruskem okupované území.
Gruzií uznávaná vláda Autonomní republiky Abcházie sídlí v exilu v Tbilisi. Od roku 2006 až do gruzínsko-abchazské války v srpnu 2008 sídlila tato vláda v abchazské vsi Čchalta a ovládala tzv. Horní Abcházii, která byla v té době pod kontrolou gruzínské armády. Hlavním městem autonomní republiky je však oficiálně Suchumi.
Autonomní republika Abcházie se dělí na šest okresů (gruzínsky მუნიციპალიტეტი, municipaliteti). Správní dělení Republiky Abcházie je mírně odlišné.